# Sistemi Territoriali

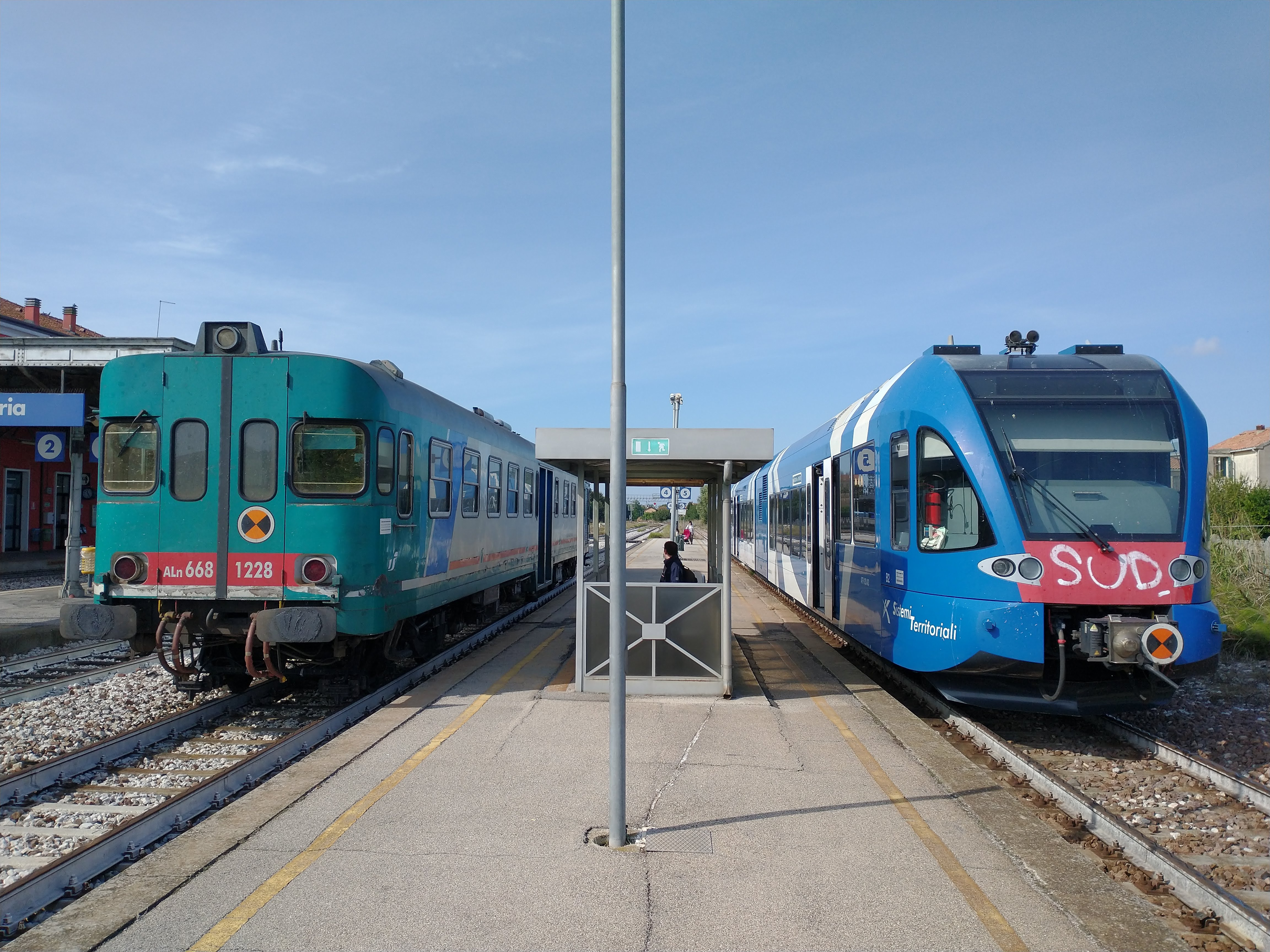
Pociągi Sistemi Territoriali na stacji Adria

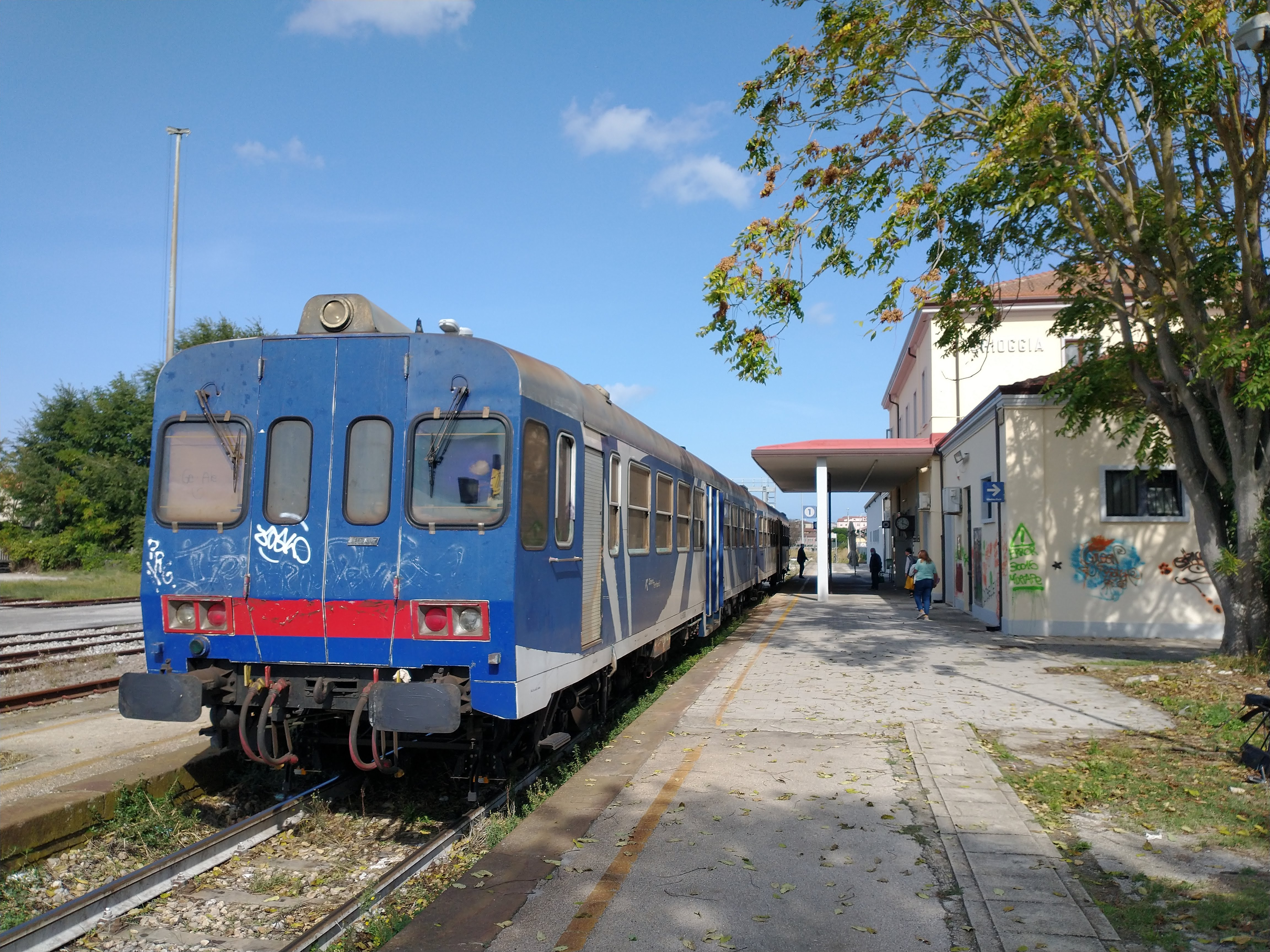
Pociąg Sistemi Territoriali na stacji Chioggia

Sistemi Territoriali S. p. A. – włoska transportowa spółka akcyjna z siedzibą w Padwie.

## Historia
Przedsiębiorstwo powstało pod nazwą „Idrovie SpA” w 1983 w celu projektowania, budowy i koncesyjnego zarządzania infrastrukturą dróg wodnych związanych z budową zintegrowanego systemu żeglugi śródlądowej. Od 1 kwietnia 2002 przejęło od Ferrovie Venete Srl zarządzanie niektórymi regionalnymi liniami kolejowymi w północnych Włoszech, jak również prowadzenie na nich usług przewozowych. Spółka nabyła w tym celu licencję przewoźnika kolejowego nr 19 wydaną przez Ministerstwo Infrastruktury i Transportu oraz Certyfikat Bezpieczeństwa nr 48/2004 wydany przez RFI, zarówno dla transportu pasażerskiego jak i towarowego. 1 kwietnia 2002 przedsiębiorstwo przejęło do obsługi linię Mestre - Adria. W 2009 rozpoczęto obsługę linii Rovigo Legnago - Werona i Rovigo - Chioggia.
Od 1 października 2005 Region Veneto przeniósł na spółkę funkcje związane z utrzymaniem i zarządzaniem regionalnymi liniami żeglownymi na Padzie, Canale Brondolo (Chioggia), Laguna Caleri i ujściu Barbamarco.

## Eksploatowany tabor
| Klasa         | Zdjęcie | Człony | Typ                          | Prędkość | Prędkość | Numer | Konstruktor           | Data budowy     |
| Klasa         | Zdjęcie | Człony | Typ                          | km/h     | mph      | Numer | Konstruktor           | Data budowy     |
| ------------- | ------- | ------ | ---------------------------- | -------- | -------- | ----- | --------------------- | --------------- |
| ALn 663       |         | 1      | spalinowy zespół trakcyjny   | 90       | 56       | 5     | Omeca                 | 1991-1993       |
| ALn 668.1000  |         | 1      | spalinowy zespół trakcyjny   | 88       | 55       | 4     | Omeca                 | 1979-1980       |
| ATR 110       |         | 2      | spalinowy zespół trakcyjny   | 140      | 87       | 3     | Stadler               | 2006, 2012-2013 |
| ATR 120 & 126 |         | 4      | spalinowy zespół trakcyjny   | 140      | 87       | 5     | Stadler               | 2006, 2012-2013 |
| ETR 340       |         | 4      | elektryczny zespół trakcyjny | 160      | 99       | 4     | Stadler               | 2008, 2013-2014 |
| ETR 360       |         | 6      | elektryczny zespół trakcyjny | 160      | 99       | 4     | Stadler, AnsaldoBreda | 2012            |
| DE 424        |         | N/A    | Lokomotywa spalinowa         | 50       | 31       | 3     | TIBB/OM               | 1957-1958       |
| D.753         |         | N/A    | Lokomotywa spalinowa         | 100      | 62       | 7     | CKD                   | 1973-1976       |
| E.483         |         | N/A    | lokomotywa elektryczna       | 140      | 87       | 2     | Bombardier            | 2009            |